# Oldebroek
Oldebroek  è una municipalità dei Paesi Bassi di 22 765 abitanti situata nella provincia della Gheldria.